# Судейко, Степан Владимирович
Степан Владимирович Судейко (1905 год, Щербиновский рудник, Екатеринославская губерния — 1976 год, Горловка, Донецкая область, Украинская ССР) — украинский коммунистический деятель, организатор производства, 1-й секретарь Горловского горкома Компартии Украины, Донецкая область, Украинская ССР. Герой Социалистического Труда (1957). Депутат Верховного Совета УССР 2 — 4 созывов. Член Ревизионной комиссии ЦК КПУ (1954—1960).

## Биография
Родился в 1905 году в шахтёрской семье в селении Щербиновского рудника. С 1916 года работал заправщиком бензиновых ламп в ламповой Нелеповского рудника и с 1918 года — на различных подземных работах в шахтах.
В декабре 1923 года вступил в комсомол и вскоре был избран секретарем Артёмовской комсомольской организации. В июле 1926 года вступил в ВКП(б).
С апреля 1927 года — секретарь Зализнянского районного комитета ЛКСМУ Артёмовского округа. С 1928 года находился на советской и партийной работе в Горловке. Учился на рабочем факультете, заочно окончил советскую партийную школу.
С 1936 по 1938 год — секретарь партийного бюро Горловского ртутного комбината, инструктор Горловского городского комитета КП(б) У Донецкой области.
С 1938 по 1941 год — председатель исполнительного комитета Горловского городского совета депутатов трудящихся Сталинской области.
Участвовал в Великой Отечественной войне. Служил политруком.
С 1945 по 1948 год — председатель исполнительного комитета Горловского городского совета депутатов трудящихся Сталинской области.
В 1948—1959 гг. — 1-й секретарь Горловского городского комитета КП (б) У Сталинской области. Участвовал в восстановлении производственных предприятий и социальных объектов Горловки. Избирался депутатом Верховного Совета УССР 2 — 4 созывов от Горловского избирательного округа.
В 1957 году удостоен звания Героя Социалистического Труда «за выдающиеся успехи, достигнутые в деле развития угольной промышленности в годы пятой пятилетки и в 1956 году».
После выхода на пенсию проживал в Горловке, где скончался 22 сентября 1976 году. Похоронен на Центральном кладбище Горловки.
Именем Степана Судейко названа одна из улиц в Горловке.

## Награды
- Герой Социалистического Труда — указом Президиума Верховного Совета СССР от 26 апреля 1957 года
- орден Ленина
- Орден Трудового Красного Знамени
- Орден «Знак Почёта»
- Орден Красной Звезды